# Andrzej Pstrokoński
Andrzej Stefan Pstrokoński (Varsavia, 28 giugno 1936 – 24 dicembre 2022) è stato un cestista e allenatore di pallacanestro polacco.

## Carriera
Con la Polonia ha disputato due edizioni dei Giochi olimpici (Roma 1960, Tokyo 1964), i Campionati mondiali del 1967 e cinque dei Campionati europei (1957, 1959, 1961, 1963, 1965).
Da allenatore ha guidato la Polonia a due edizioni dei Campionati europei (1968, 1970).

## Palmarès

### Giocatore
- Campionato polacco: 7

Legia Varsavia: 1955-56, 1956-57, 1959-60, 1960-61, 1962-63, 1965-66, 1968-69
- Coppa di Polonia: 2

Legia Varsavia: 1968, 1970